# Claudia Balaban
Claudia Balaban (n. 13 aprilie 1941, Burlănești, Edineț, RSSM) specialist în domeniul biblioteconomiei și bibliografiei, manager. Director al Bibliotecii Naționale pentru copii „Ion Creangă“, președintă a Fundației Cărții din Republica Moldova, președintă a Secției Naționale a Consiliului Internațional al Cărții pentru Copii și Tineret (din 1996).

## Biografie
În perioada 1947-1955 își face studiile la Școala de șapte ani din localitatea de baștină. În 1968 a absolvit Facultatea de Filologie a Universității de Stat din Moldova, Specialitatea biblioteconomie și bibliografie. În perioada 1959–1964 a lucrat la bibliotecile din Burlănești, Burdujeni și Edineț. Între anii 1964-1978 a fost inspector și șef de sector la Secția cultură din raionul Comrat. Din 1978 și până în 2019 s-a aflat în postul de director al Bibliotecii Naționale pentru Copii „Ion Creangă” din Chișinău. În prezent este director de onoare al acesteia.
A contribuit la organizarea concursurilor naționale „La izvoarele înțelepciunii”, „Lecturile copilăriei”, „Copiii și cartea”, precum și a unor simpozioane științifi ce: „Cartea pentru copii: cultură, tradiție, unitate națională”, „Biblioteca pentru copii și cititorii ei” ș. a. A fost unul dintre organizatorii Zilelor Creangă, Chișinău-Iași-Târgu-Neamț. Redactor-șef interimar al revistei „A mic”. În 1997, lansează Salonul Național de Carte pentru Copii și Tineret, implicând 27 de edituri. În 2013, acesta colabora cu 155 de edituri. Colaborarea a început-o cu doar 27 de edituri, pe parcurs ajungând la peste 155 de edituri.
A publicat monografia Biblioteca pentru Copii Ion Creangă a Republicii Moldova la 50 de ani în anul 1994, cât și o serie de articole în presa periodică și de specialitate. Președinte al Comisiei de Stat pentru Examinare la Facultatea de Biblioteconomie și Bibliografi e a USM (1988). 
Primul președinte al ABRM (1991–1995), apoi vicepreședinte (1996–2000), ulterior membru al Biroului ABRM. Din 1996 până în 2019 a fost președinte al Secției naționale a Consiliului Internațional al Cărții pentru Copii și Tineret (IBBY). Președinte al Fundației Cărții din Republica Moldova. A participat la conferințe de specialitate: cea de-a 61-a Conferință Generală IFLA (1995, Istanbul, Turcia), conferințele IFLA de la Copenhaga (1997), Amsterdam (1998), Ierusalim (2000), Glasgow (2002), Berlin (2003), Buenos Aires (2004), Milano (2009), Gothenburg (2010).

## Premii
Pentru activitatea depusă, Claudia Balaban a primit următoarele distincții:
- Ordinul Insigna de Onoare (1977)
- Lucrător Emerit al Culturii (1990)
- Premiul „Meritul Cultural”, Iași (1994)
- Medalia „Mihai Eminescu” (1994)
- Premiul pentru activitate bibliologică (1999)
- Premiul „Relații culturale” (2004)
- Ordinul „Gloria Muncii” (2004)
- Ordinul de Onoare (2010)
- Ordinul Republicii